# Distrito de Lyantonde
El distrito de Lyantonde es uno de los numerosos distritos que subdividen a Uganda, se ubica al sur de este país. Es uno de los distritos ugandeses más nuevos, ya que fue creado el 13 de julio de 2006. Posee 66.175 habitantes y su superficie total es de 864 km². Su densidad es de 77 pobladores por cada kilómetro cuadrado.
Al igual que la gran mayoría de los distritos de Uganda se nombra igual que su ciudad capital, la ciudad de Lyantonde.